# Chœur de l'église Saint-Thomas de Leipzig
Le chœur de l'église Saint-Thomas de Leipzig, ou, en allemand, le Thomanerchor, est un chœur de garçons à vocation religieuse. De renommée mondiale, il est composé d'environ 100 garçons et jeunes gens âgés de 9 à 18 ans, les Thomaner. Ceux-ci sont hébergés dans un internat, le Thomasalumnat, et sont formés à la Thomasschule, une école mettant l'accent sur l'apprentissage des langues et de la musique.

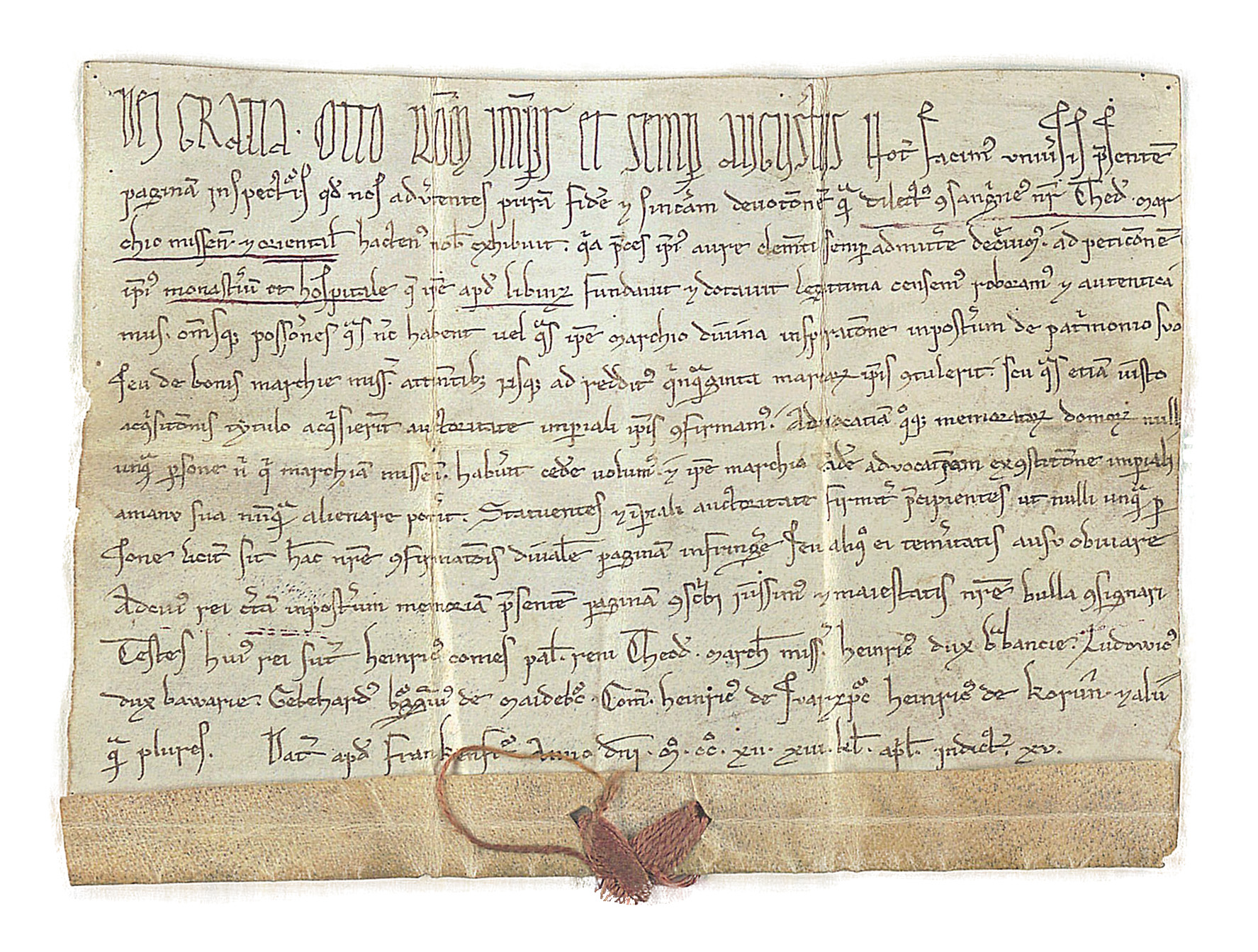
Le 20 mars 1212, charte d'Otton IV créant le Augustiner-Chorherrenstifts de Saint-Thomas.

Le chœur a été fondé en 1212 par Thierry Ier l'Exilé, sous le règne d'Otton IV. La Schola Thomana, rattachée au monastère des Augustins de Saint-Thomas est citée en 1254. Le chœur fut rattaché au conseil de la ville de Leipzig lors de la Réforme protestante en 1539. Ce chœur est dirigé par le Thomaskantor, souvent un musicien de renom, tel Jean-Sébastien Bach, qui dirigea le chœur de 1723 à 1750.

## Description
Traditionnellement, les œuvres vocales de Jean-Sébastien Bach sont au centre du travail du choeur. Néanmoins, le répertoire aborde la littérature profane et sacrée de pratiquement toutes les époques, de la Renaissance jusqu’à l’époque moderne, en particulier les compositeurs originaires de Leipzig et impliqués dans l'histoire de la maîtrise, comme Felix Mendelssohn ou Max Reger.
En plus de son intense activité de concerts dans toute l’Allemagne et ses tournées à l’étranger, le Thomanerchor a pour obligation de se produire trois fois par semaine dans l’église Saint Thomas : le vendredi à 18 heures, le samedi à 15 heures ainsi que le dimanche à 9h30 pendant l’office. Le Thomanerchor se produit également pendant les grandes fêtes de l’Église évangélique luthérienne.

## Distinctions et honneurs
Le chœur est décoré en 1954 de l'ordre du Mérite patriotique (Vaterländischer Verdienstorden), section « Argent » et en 1987 section « Or ». En 2010, le chœur reçoit le prix Bach de la Royal Academy of Music.
L'astéroïde (1023) Thomana, découvert en 1924, est nommé en son honneur.
En 2023, le chœur est lauréat de la médaille Bach de la ville de Leipzig.

## Filmographie
- Das fliegende Klassenzimmer. 2004. Réalisateur : Tomy Wigand. (Adaptation cinématographique de l'œuvre La Classe volante de Erich Kästner)
- Paul Gerhardt - der Film. Mit dem Thomanerchor Leipzig. Hansisches Druck- und Verlagshaus, Frankfurt am Main 2007.  (ISBN 3-938704-45-4)
- Die Thomaner (Un an dans la vie du chœur de garçons de Saint-Thomas de Leipzig) film documentaire de Paul Smaczny et Günter Atteln. Accentus, mars 2012